# Saint-Julien-de-Civry
Pour les articles homonymes, voir Saint-Julien.
Saint-Julien-de-Civry est une commune française située dans la région Bourgogne-Franche-Comté, le département de Saône-et-Loire, et le pays Charolais Brionnais.

## Géographie

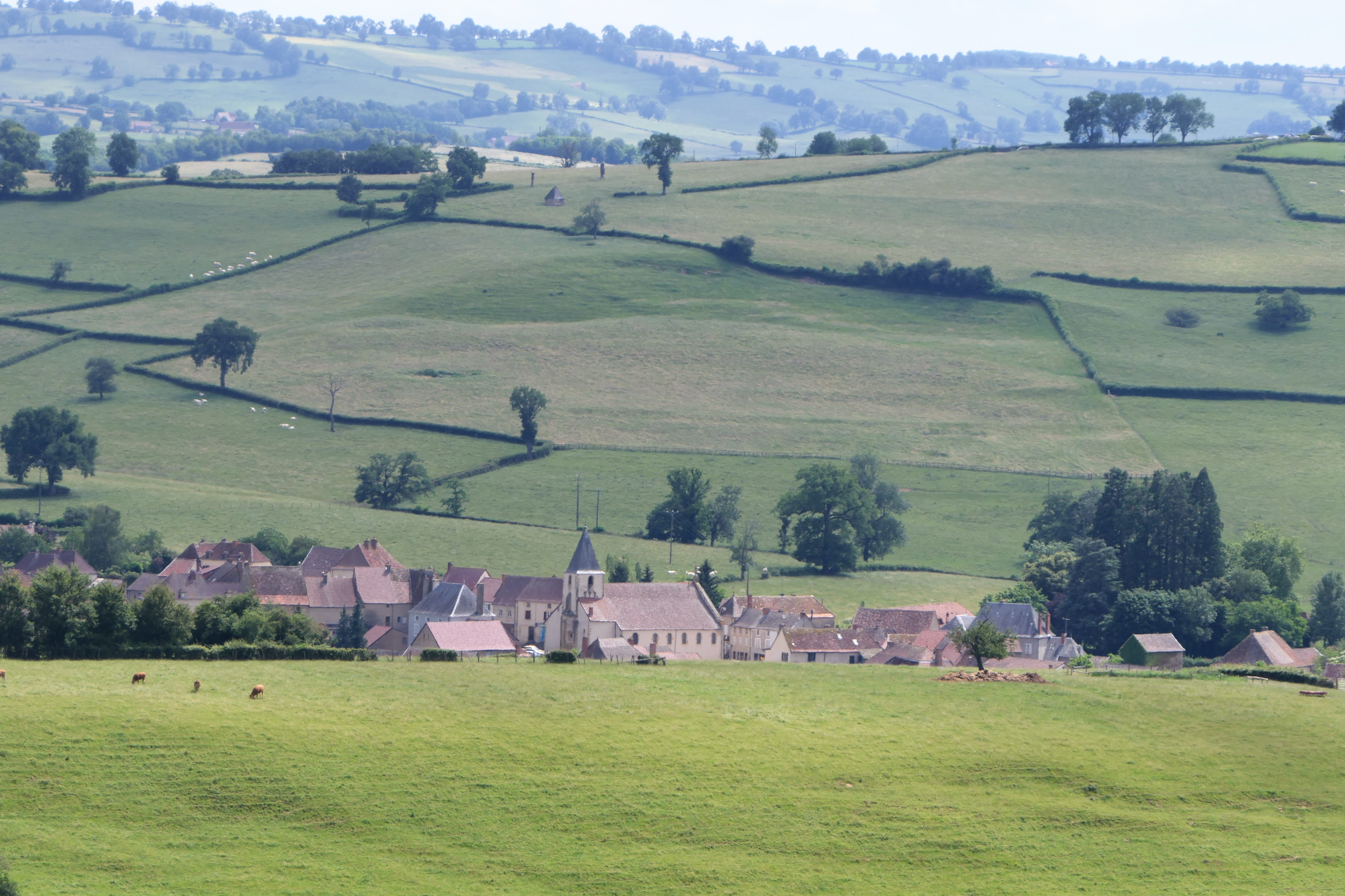
Le bourg vu du château de Vaulx.

Au sud de la Bourgogne, Saint-Julien-de-Civry est un village du Brionnais, région considérée comme le berceau de la race bovine charolaise.
Le paysage est vallonné et foisonnant d'herbe.
L'habitat est dispersé, avec de nombreux hameaux éparpillés sur les hauteurs, en bas est le bourg.
L'essentiel est le bovidé (charolaise).

### Toponymie et étymologie
Saint Julien est Julien de Brioude, martyr décapité à Brioude en 304. Civry pourrait venir d'un patronyme latin Severius accompagné du suffixe -iacum. C'est le nom d'un hameau proche du bourg, qui aurait été le centre de la paroisse au Haut Moyen Âge.

### Lieux-dits et écarts
Civry, le Grand Chemin, la Tanière, le Pou, le Guidon, Ville-Martin, le Sistinou, Gros-Bois, Maringues, Vaux, les Jean Denis, Charnay, le Bois de Laye, les Villards, Mochère, la Brosse à l'Eau, Chevagny, Gonin, la Vaivre, le Petit Bois, le Bois de Sarre, Bourgaisin, Tollecy, les Morins, le Perret, la Noue, Villemartin, Gousu-Saint-Nour, les Molières.

### Communes limitrophes
| Nochize | Lugny-lès-Charolles   | Changy-Tourny              |
| Poisson | Saint-Julien-de-Civry | Dyo                        |
| Oyé     | Prizy                 | Saint-Germain-en-Brionnais |

### Accès
La proximité de la route Centre-Europe Atlantique permet de relier rapidement les grands axes A6, A77/N7, A36.

### Climat
Pour des articles plus généraux, voir Climat de la Bourgogne-Franche-Comté et Climat de Saône-et-Loire.
En 2010, le climat de la commune est de type climat océanique dégradé des plaines du Centre et du Nord, selon une étude du Centre national de la recherche scientifique s'appuyant sur une série de données couvrant la période 1971-2000. En 2020, Météo-France publie une typologie des climats de la France métropolitaine dans laquelle la commune est exposée à un climat océanique altéré et est dans la région climatique Centre et contreforts nord du Massif Central, caractérisée par un air sec en été et un bon ensoleillement.
Pour la période 1971-2000, la température annuelle moyenne est de 10,8 °C, avec une amplitude thermique annuelle de 16,9 °C. Le cumul annuel moyen de précipitations est de 826 mm, avec 12 jours de précipitations en janvier et 7,3 jours en juillet. Pour la période 1991-2020, la température moyenne annuelle observée sur la station météorologique de Météo-France la plus proche, « Briant », sur la commune de Briant à 10 km à vol d'oiseau, est de 11,7 °C et le cumul annuel moyen de précipitations est de 930,7 mm. 
La température maximale relevée sur cette station est de 40 °C, atteinte le 12 août 2003 ; la température minimale est de −14,7 °C, atteinte le 31 décembre 1996,,.
Les paramètres climatiques de la commune ont été estimés pour le milieu du siècle (2041-2070) selon différents scénarios d'émission de gaz à effet de serre à partir des nouvelles projections climatiques de référence DRIAS-2020. Ils sont consultables sur un site dédié publié par Météo-France en novembre 2022.

## Urbanisme

### Typologie
Au 1er janvier 2024, Saint-Julien-de-Civry est catégorisée commune rurale à habitat très dispersé, selon la nouvelle grille communale de densité à sept niveaux définie par l'Insee en 2022.
Elle est située hors unité urbaine. Par ailleurs la commune fait partie de l'aire d'attraction de Charolles, dont elle est une commune de la couronne,. Cette aire, qui regroupe 12 communes, est catégorisée dans les aires de moins de 50 000 habitants,.

### Occupation des sols
L'occupation des sols de la commune, telle qu'elle ressort de la base de données européenne d’occupation biophysique des sols Corine Land Cover (CLC), est marquée par l'importance des territoires agricoles (93,4 % en 2018), une proportion identique à celle de 1990 (93,4 %). La répartition détaillée en 2018 est la suivante : prairies (93,4 %), forêts (6,6 %). L'évolution de l’occupation des sols de la commune et de ses infrastructures peut être observée sur les différentes représentations cartographiques du territoire : la carte de Cassini (XVIIIe siècle), la carte d'état-major (1820-1866) et les cartes ou photos aériennes de l'IGN pour la période actuelle (1950 à aujourd'hui).

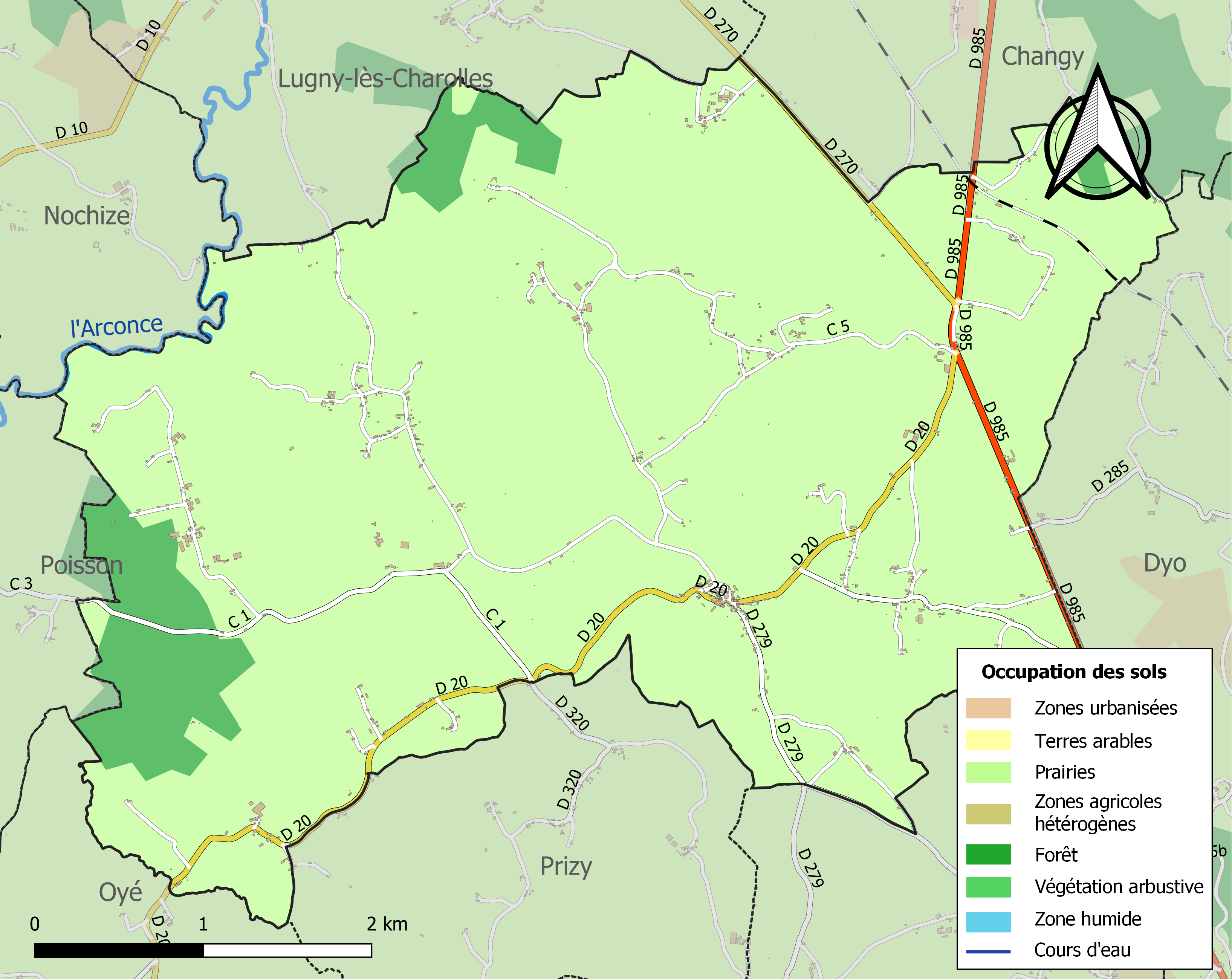
Carte des infrastructures et de l'occupation des sols de la commune en 2018 (CLC).

## Histoire
Des restes romains à Maringues (pièces de monnaie, fragments de demeure) témoignent d'une occupation humaine dès l'Antiquité.
Avant le XIIe siècle, Saint-Julien-de-Civry était le centre de la paroisse placé sous le patronage du prieuré de Marcigny dès 1105. L'église de Saint-Julien-de-Civry aurait été détruite pendant les guerres de Religion. L'église actuelle du bourg a été érigée au XIIIe siècle.
Saint-Julien dépendait des comtes palatins de Dyo, qui possédaient le château de Vaux, construit au XIVe siècle.
Durant la Révolution française, Saint-Julien-de-Civry fut rebaptisée « Vert Pré ». La commune fut alors le chef-lieu d'un éphémère canton regroupant Dyo, Saint-Germain-en-Brionnais, Amanzé et Prizy.
Le château de Vaulx du XIVe siècle, ainsi que les restes du château du Petit Bois démontrent l'importance qu'a eue le village à une certaine époque. En effet, le village comptait 1 435 habitants en 1820.

## Politique et administration
| Période                                  | Période   | Identité         | Étiquette | Qualité |
| ---------------------------------------- | --------- | ---------------- | --------- | ------- |
| avant 1995                               | 1999      | Claudius Émorine | DVD       |         |
| 1999                                     | mars 2008 | Roger Aupecle    |           |         |
| mars 2008                                | en cours  | Didier Roux      |           |         |
| Les données manquantes sont à compléter. |           |                  |           |         |

## Démographie
L'évolution du nombre d'habitants est connue à travers les recensements de la population effectués dans la commune depuis 1793. Pour les communes de moins de 10 000 habitants, une enquête de recensement portant sur toute la population est réalisée tous les cinq ans, les populations de référence des années intermédiaires étant quant à elles estimées par interpolation ou extrapolation. Pour la commune, le premier recensement exhaustif entrant dans le cadre du nouveau dispositif a été réalisé en 2007.

En 2022, la commune comptait 468 habitants, en évolution de −3,31 % par rapport à 2016 (Saône-et-Loire : −1,06 %, France hors Mayotte : +2,11 %).
| 1793  | 1800 | 1806  | 1821  | 1831  | 1836  | 1841  | 1846  | 1851  |
| ----- | ---- | ----- | ----- | ----- | ----- | ----- | ----- | ----- |
| 1 173 | 995  | 1 224 | 1 435 | 1 531 | 1 556 | 1 545 | 1 491 | 1 483 |

| 1856  | 1861  | 1866  | 1872  | 1876  | 1881  | 1886  | 1891  | 1896  |
| ----- | ----- | ----- | ----- | ----- | ----- | ----- | ----- | ----- |
| 1 524 | 1 384 | 1 371 | 1 289 | 1 284 | 1 301 | 1 311 | 1 281 | 1 231 |

| 1901  | 1906  | 1911  | 1921 | 1926 | 1931 | 1936 | 1946 | 1954 |
| ----- | ----- | ----- | ---- | ---- | ---- | ---- | ---- | ---- |
| 1 229 | 1 173 | 1 104 | 962  | 902  | 852  | 844  | 786  | 681  |

| 1962 | 1968 | 1975 | 1982 | 1990 | 1999 | 2006 | 2007 | 2012 |
| ---- | ---- | ---- | ---- | ---- | ---- | ---- | ---- | ---- |
| 664  | 630  | 550  | 515  | 526  | 550  | 519  | 514  | 505  |

| 2017 | 2022 | - | - | - | - | - | - | - |
| ---- | ---- | - | - | - | - | - | - | - |
| 487  | 468  | - | - | - | - | - | - | - |

## Vie locale
- Services : mairie, école primaire publique, agence postale, médiagora, médecin, infirmier.
- Commerces :  restaurant, boulangerie, salon de coiffure, garage, Martsi (marché de producteurs locaux bios ou raisonnés) tous les 1ers vendredis du mois.
- Artisans : plâtrier-peintre, plombier.
- Artisanat : atelier cuir.

## Culture locale et patrimoine

### Lieux et monuments
- L'église : chœur, abside et clocher de l'église sont romans (XIIIe siècle). On notera aussi la présence d'un tabernacle du XVIe siècle[19].
- Chapelle Sainte-Geneviève, au Petit-Bois : chapelle romane (ouverte un jour par an). À proximité, restes d'un château.
- Le château de Vaulx (XVIIe siècle) : château dominant la région. Il a remplacé vers 1634 le château du XIVe siècle. Vers 1900, le diplomate Léon Geoffray le fait agrandir et confie l'aménagement de son parc au paysagiste Achille Duchêne[20].
- D'anciens moulins à eau (moulin de Vaux, moulin de Cachot). Fermes typiques.
- La « Maison du sculpteur » à Charnay.
- Le lavoir dans le bourg (« la fontaine »).
- De nombreux points de vue intéressants, notamment au soleil couchant, lorsque la lumière rasante met en exergue les formes douces du paysage, et dore la pierre jaune des fermes brionnaises.

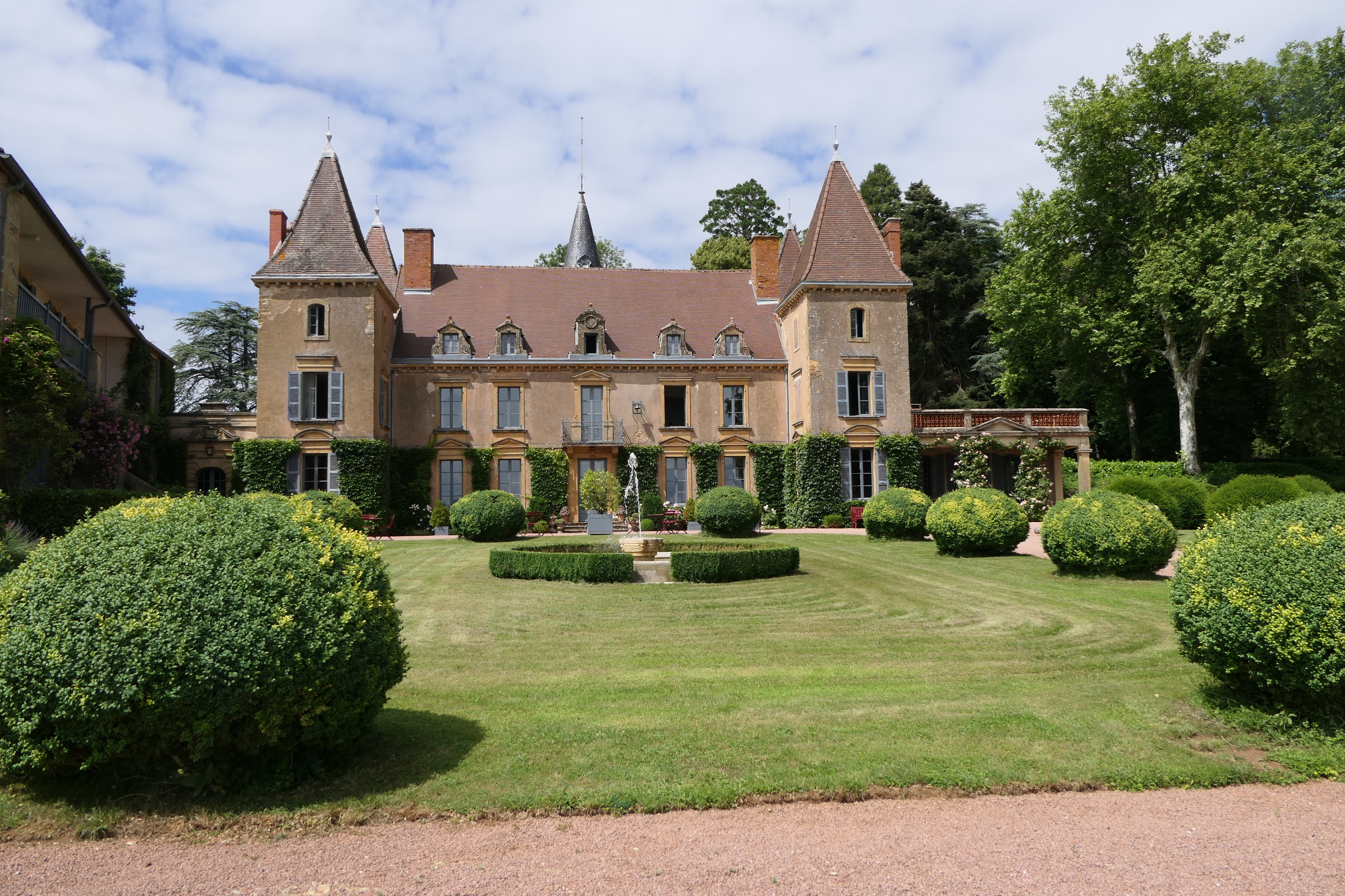
Le nouveau château de Vaulx.
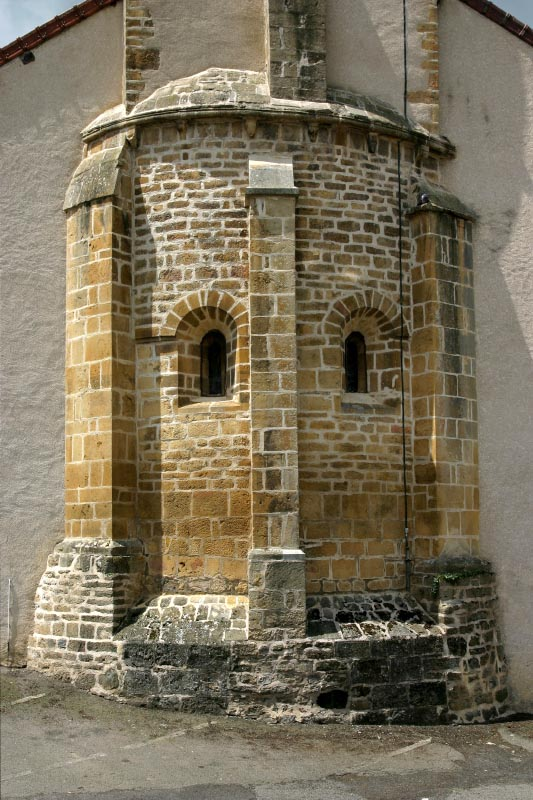
Chevet de l'église.
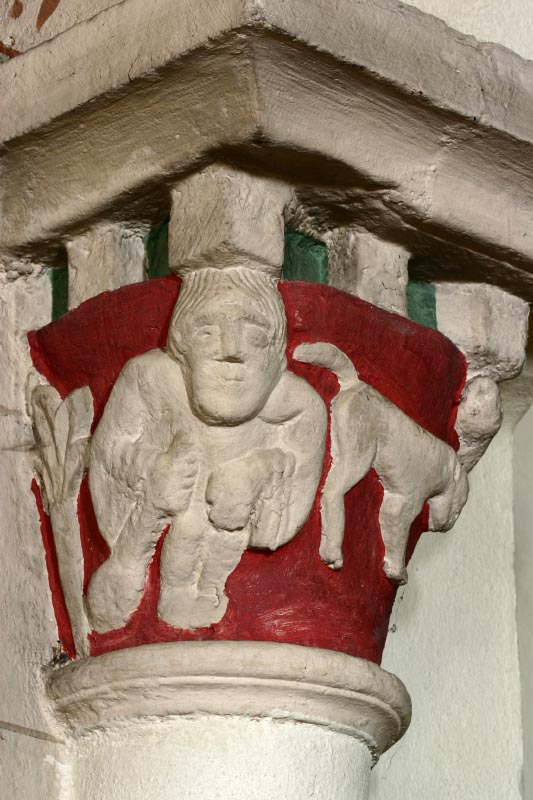
Chapiteau du chœur.
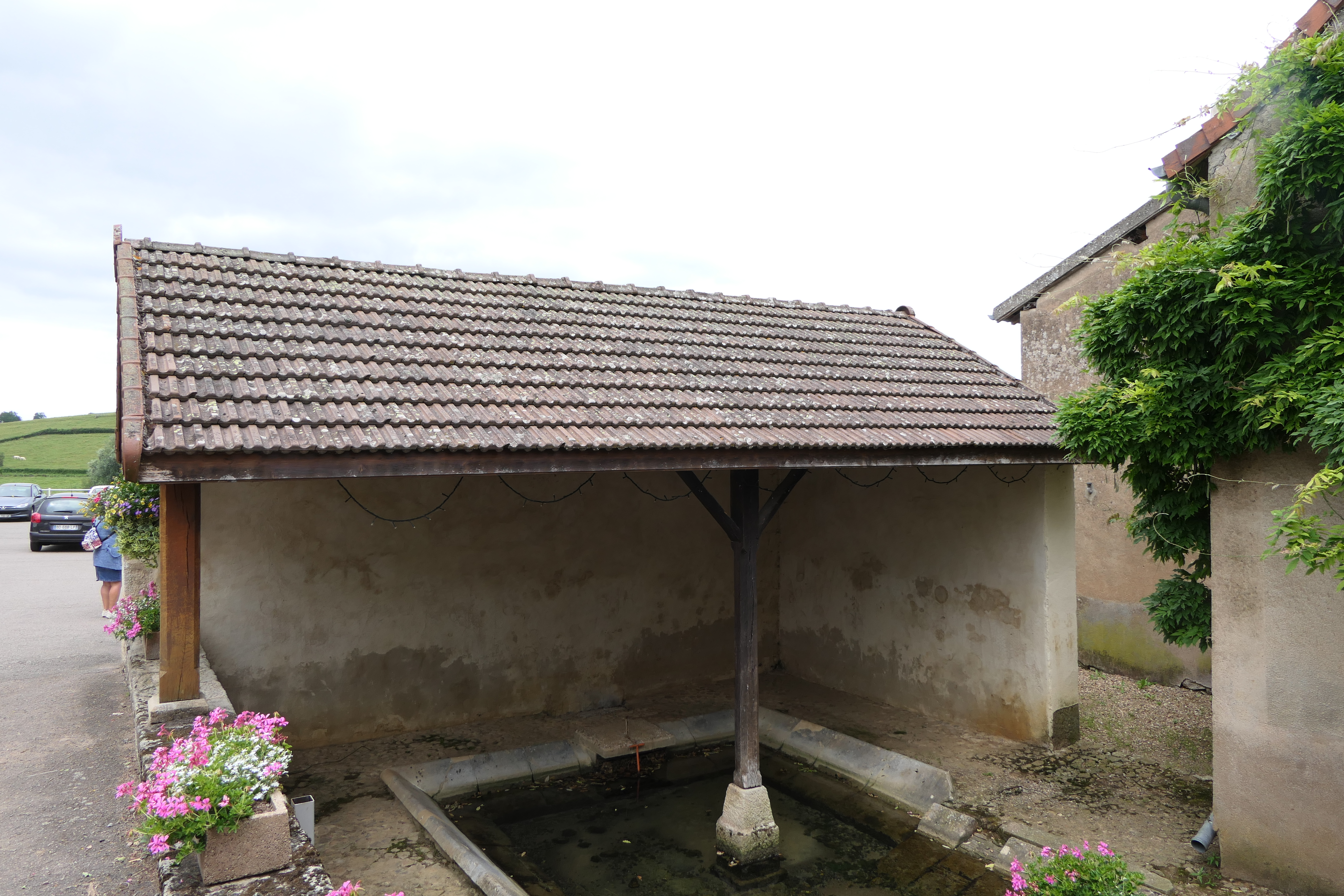
Lavoir dans le bourg.
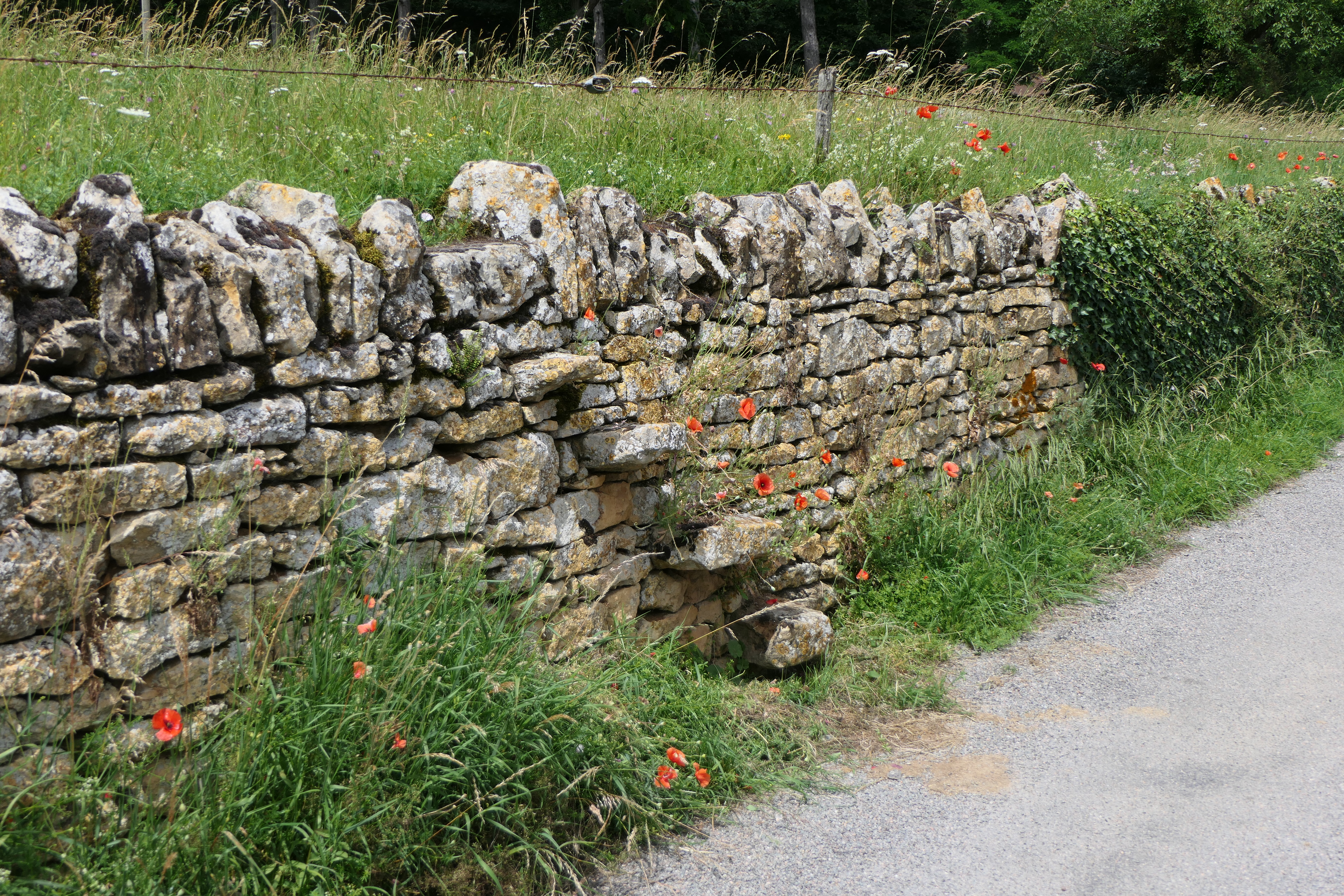
Mur traditionnel de limite.
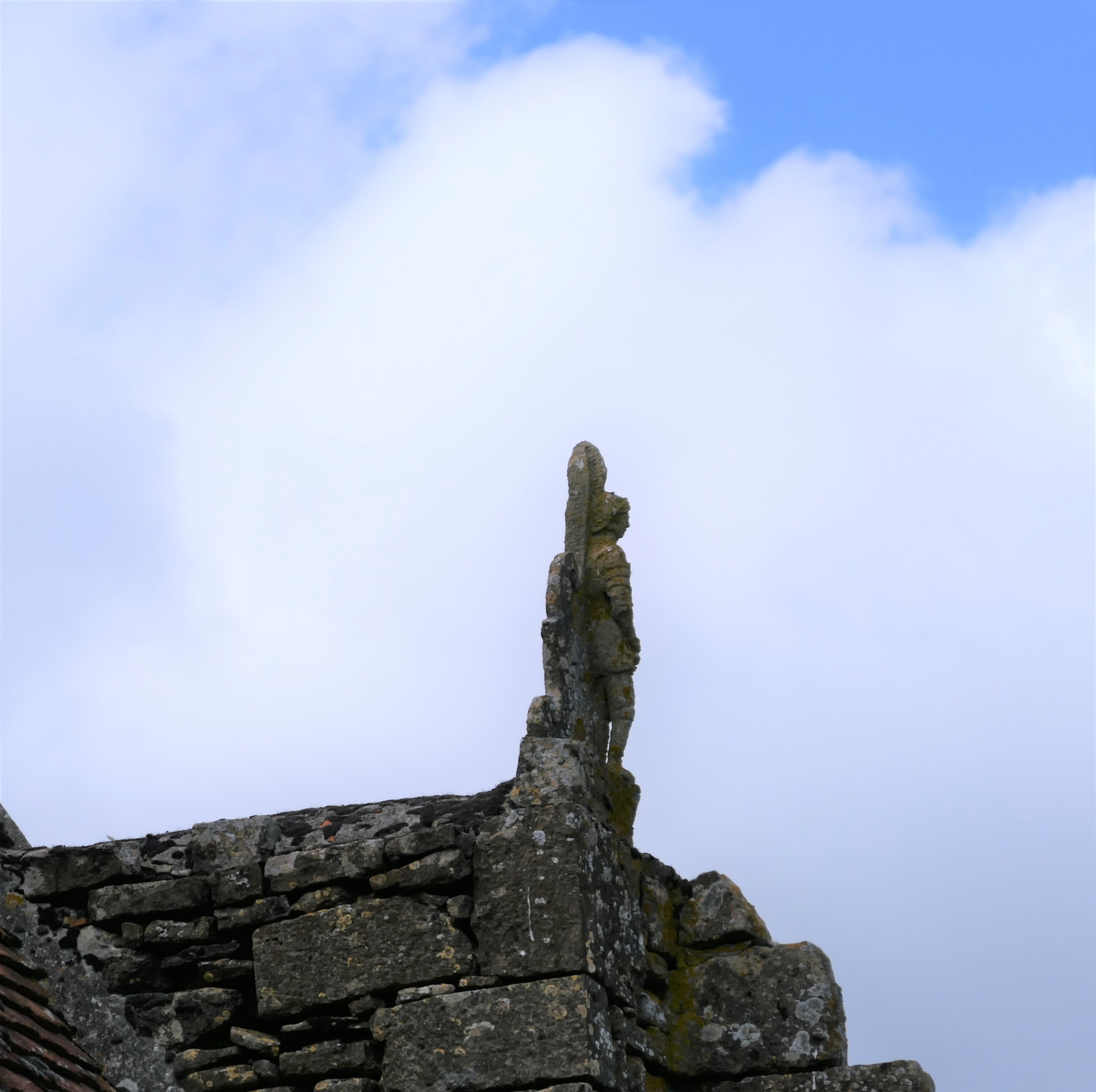
Sculpture ancien château de Vaulx (19e s.).

### Personnalités liées à la commune

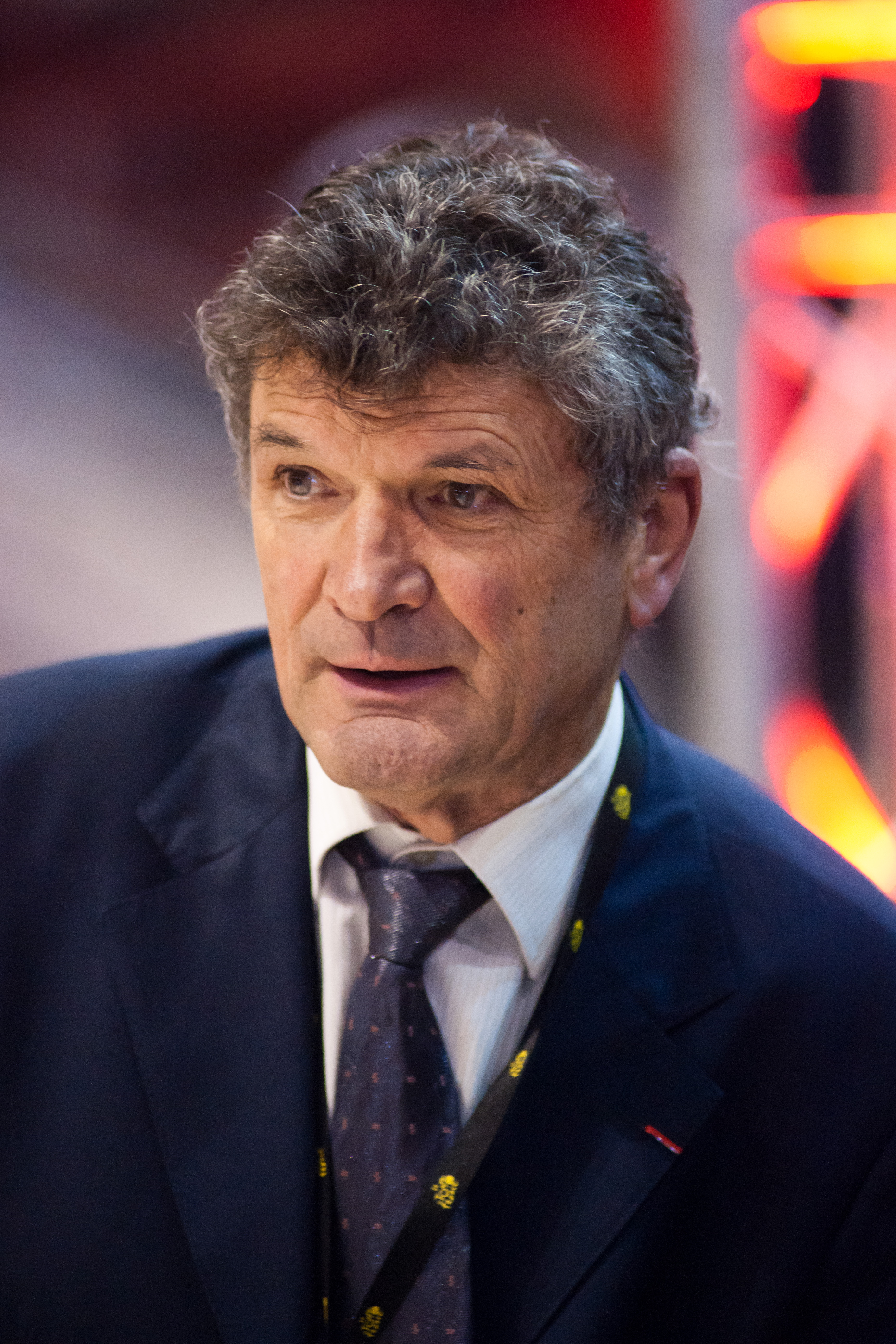
Bernard Thévenet.

- Claude Fricaud, homme politique né le 10 novembre 1741 à Saint-Julien-de-Civry en Saône-et-Loire et décédé le 12 janvier 1809 à Charolles dans le même département.
- Bernard Thévenet : coureur cycliste, double vainqueur du Tour de France (1975, 1977), né à Saint-Julien-de-Civry au lieu-dit le Guidon ! Le Tour y est passé à l'occasion de son centenaire (2003). Le parking du village porte son nom.
- Mathieu Gautheron (1830-1907), sculpteur qui a travaillé au palais royal de Madrid (et qui aurait aussi œuvré à l'Alhambra de Grenade)[21].
- Charles Demôle (1828-1908), avocat, ministre des Travaux Publics, ministre de la Justice, sénateur, vice-président du Sénat, qui résidait au hameau de Mochère et est enterré au cimetière de Saint-Julien-de-Civry.
- Gaston Lapalus (1910-2006), inventeur français, est né dans la commune.

## Pour approfondir